# 西田邦生
西田 邦生（にしだ くにお、1952年4月27日 - 2024年12月17日）は、多摩大学大学院経営情報学研究科客員教授、ジャパン・インフォレックス取締役代表取締役社長。

## 経歴
長野県出身。早稲田大学政治経済学部卒業後、国分に入社。経営統括室部長、取締役グループ企業統括本部長、廣屋国分（現・首都圏国分）代表取締役社長、ジャパン・インフォレックス取締役副社長、中国駐在、早稲田大学アジア太平洋研究センター特別研究員、コーネル大学リテールマネジメント・プログラム・オブ・ジャパン講師を歴任。
2024年12月17日、特発性間質性肺炎による心不全で死去。72歳没。